# Sicyopterus japonicus
Sicyopterus japonicus är en fiskart som först beskrevs av Tanaka, 1909.  Sicyopterus japonicus ingår i släktet Sicyopterus och familjen smörbultsfiskar. Inga underarter finns listade i Catalogue of Life.